# Hällkistan i Marbäck
Hällkistan i Marbäck består av 23 resta hällar och en takhäll. Ursprungligen fanns flera takhällar, men de är borttagna och har troligen ingått i en stenbro över en bäck 300m norr om graven. Kistan kan ha varit övertäckt av en jordhög under forntiden. Gravkonstruktionen visar att det var en rik släkt som använde gravplatsen, eftersom det måste ha varit mycket resurskrävande att hugga ut hällar,
resa dem och lägga upp takblocken.
Hällkistan upptäcktes hösten 1888 av Alexander Åhman. Han hittade pilspetsar, skrapor, knivar,
hängprydnader mm. Året efter undersökte riksantikvarien Oscar Montelius hällkistan. Åhmans fynd löstes in till Historiska museet mot 30 kr.